# The Peel Sessions (álbum de Unsane)
The Peel Sessions es el primer álbum en directo de la banda Unsane, lanzado el 27 de septiembre de 1994 por Matador Records. El álbum se compone de dos sesiones que la banda realizó en los estudios 1 de la BBC de Londres, Inglaterra, el 21 de mayo de 1991 y el 11 de noviembre de 1992.

## Track list
1. Organ Donor/Street Sweeper/Jungle Music/Exterminator 	(11:25)
2. Bath 	(2:51)
3. Broke 	(1:59)
4. Body Bomb 	(3:38)
5. HLL 	(1:50)
6. Black Book (Vol II) 	(3:10)

## Créditos
- Bajo y voz: Pete Shore
- Batería: Charlie Ondras (en tracks: 1, 2), Vinnie Signorelli (en tracks: 3 a 6)
- Guitarra y voz: Chris Spencer
- Ingeniero: Dave McCarthy (en tracks: 1, 2), John Taylor (en tracks: 3 a 6), Nick Gomm (en tracks: 3 a 6), Ted De Bono (en tracks: 1, 2)
- Producción: Nick Gomm (en tracks: 3 a 6), Ted De Bono (en tracks: 1, 2)